# Mikko Hyvärinen
Mikko Hyvärinen (Kontiolahti, 8 de janeiro de 1889 — Kuopio, 6 de junho de 1973) foi um ginasta finlandês que competiu em provas de ginástica artística pela nação.
Hyvärinen é o detentor de uma medalha olímpica, conquistada na edição de 1912, nos Jogos de Estocolmo. Na ocasião, foi o medalhista de prata da prova coletiva de sistema livre ao lado de seus dezenove companheiros de equipe (incluindo seu irmão Eero), quando superou a nação da Dinamarca, embora tenha sido derrotado pela seleção da Noruega.